# Marco Contento
Marco Contento (Trieste, 28 ottobre 1991) è un cestista italiano.